# Alejandro Sopeña
Alejandro Sopeña Pérez-Argüelles (Asturias, 25 de agosto de 1960), también conocido como Álex Sopeña, es un periodista español y actualmente director de desarrollo de negocio de Prensa Ibérica. Afincado en Madrid, ha dirigido los diarios Marca y Qué!

## Biografía
Licenciado en Ciencias de la Información por la Universidad de Navarra en 1985. Graduado por el IESE. Realizó los cursos de Doctorado en la Universidad Complutense de Madrid. Fundó el primer curso de periodismo deportivo universitario, que tuvo lugar en la UNAV. Profesor Asociado de la Universidad de Navarra.

### Datos profesionales
A los nueve meses de comenzar su carrera profesional se convirtió en el Redactor jefe más joven de la historia de Marca. Tenía en ese momento un contrato de seis meses, en prácticas, y era ayudante de redacción.
Tras casi dieciséis años como redactor jefe de Marca asumió la dirección de Gaceta Universitaria, una publicación semanal que se distribuía en casi todas las facultades españolas, con una tirada superior a los 150 000 ejemplares. Y asumió a la vez el desarrollo de las publicaciones jóvenes del grupo Recoletos, con el lanzamiento de varias nuevas cabeceras.
En Gaceta Universitaria encabezó el primer ranking de universidades que se hizo en nuestro país. Y editó la primera Guía de Universidades, una publicación de más de 200 páginas.
Fue el creador, fundador y primer director del diario de mayor tirada en la historia de la prensa española: Qué! Con más de un millón de ejemplares diarios.
De ahí volvió en 2006 al diario Marca, ahora como director, hasta que lo abandonó en 2007, tras la compra del grupo Recoletos por Unidad Editorial.
A partir de su salida de Marca cambió el papel por la red.
Fue promotor, fundador y director de Teinteresa.es hasta mayo de 2015, fecha en que abandonó el medio junto con todo su equipo. Fundó desde Teinteresa.es,  Preguntaalmedico.com, una web en la que médicos de prestigio resolvían dudas médicas a los usuarios (nunca consultas).
Socio fundador de lainformacion.com, de la que se fue para crear Teinteresa.es, y a la que volvió como director en el año 2016.
En 2018 fue nombrado director de Nuevos Proyectos de Prensa Ibérica.
Además, Sopeña ha sido miembro del jurado de los Premios Príncipe de Asturias de los Deportes.
A él se debe la Liga Fantástica, el juego de mayor éxito en la historia de la prensa mundial, con más de tres millones de jugadores en una temporada, y que colaboró decisivamente a catapultar las cifras de ventas de Marca.[cita requerida]

### Humanista
En sus años de profesional del periodismo ha liderado y participado en numerosos proyectos humanitarios, que recogen su preocupación, y la de su equipo, por las personas más desfavorecidas.
Cuando dirigía la publicación semanal Gaceta Universitaria, fue el impulsor y promotor de la campaña SOS Kabul, con la que llevaron a la Universidad de Kabul, en plena guerra, la entonces mayor ayuda humanitaria no gubernamental de la historia de Afganistán.
También en Gaceta Universitaria organizaron una campaña de ayuda a los niños soldado de Sierra Leona.
Volvieron a Afganistán para llevar ayuda humanitaria al Hospital Indira Gandhi de Kabul, único hospital infantil del país en el que, en agradecimiento, colocaron una placa en honor a Gaceta Universitaria.
Como director del diario Qué!, y con la involucración de toda la redacción del diario, organizó la campaña ‘El Avión de la Vida’, que consiguió traer a operar a España a 42 niños irakíes afectados por las consecuencias de la guerra. Todos vinieron acompañados por un familiar y casi todos volvieron curados a su país meses después, gracias a la colaboración de varios gobiernos autonómicos.
Está casado desde 1987 y es padre de cinco hijos.